# Palmdale
Palmdale è stata la prima comunità nell'Antelope Valley a diventare città (il 24 agosto 1962); è situata nel nord-est della Contea di Los Angeles, California, Stati Uniti. È separata da Los Angeles dalla catena montuosa di San Gabriel. Nel censimento del 2000, la città aveva una popolazione totale di 116 670 abitanti. Al 1º gennaio 2008, la città ha una popolazione totale di 147 897 individui, secondo il Dipartimento di Stato della California. Si autodefinisce "capitale aerospaziale degli USA" in virtù delle grandi aziende aerospaziali che con i loro programmi di sviluppo estremamente avanzati hanno dato e danno ancora molto lustro in capo aeronautico e spaziale agli USA.